# Geórgios Papadópoulos
Pour les articles homonymes, voir George Papadopoulos.
Geórgios Papadópoulos (en grec moderne : Γεώργιος Παπαδόπουλος), né le 5 mai 1919 et mort le 27 juin 1999, est un militaire et homme d'État grec. Il participe au coup d'État de 1967, et devient Premier ministre (1967-1973), puis régent de Grèce (1972-1973) et enfin chef de l'État (1973-1973) lors de l'abolition de la monarchie.

## Biographie

### Enfance
Né le 5 mai 1919 à Eleochóri, petit village de la préfecture d'Achaïe, dans le Péloponnèse, d'un père instituteur, Chrístos Papadópoulos, et de Chrysoúla, sa femme. Il est l'aîné d'une famille de trois frères : Konstantínos, Charalámbos et lui-même. Après la fin de son cycle scolaire en 1937, il s'inscrit à la prestigieuse École militaire des Aspirants (Σχολή Ευελπίδων). Il suit également des études de génie civil à l'université polytechnique nationale d'Athènes mais n'obtient pas de diplôme.

### Résistance
Sous-lieutenant au début de la Seconde Guerre mondiale, il combat contre l'armée italienne et la Wehrmacht. Lorsque la Grèce est vaincue en 1941, il refuse de s'engager dans le mouvement de résistance ELAS (à dominante communiste), et préfère s'engager au « Bureau alimentaire de Patras », organisation de distribution de vivres qui doit collaborer avec l'occupant (et où divers trafics prospèrent).
Il rejoint en Égypte le gouvernement grec en exil début 1944 et est promu lieutenant. En 1946, il devient capitaine. En 1949, durant la guerre civile grecque, où il sert dans les rangs des monarchistes, il devient major.
Après avoir suivi une formation à la CIA en 1953, il dirige les services secrets grecs (KYP) de 1959 à 1964.

### La dictature des colonels

#### Coup d'État du21 avril 1967
En 1956, il participe à une tentative de coup d'État contre le roi Paul Ier, et en 1958, il participe à la création du « Bureau d'études militaires » dirigé par le général Nikólaos Gogoúsis. Cette organisation directement pilotée par la CIA sera à l'origine du coup d'État du 21 avril 1967, qu'il organise avec le colonel Stylianós Pattakós et le général Dimítrios Ioannídis.
Ces trois militaires instaurent ce que l'on a appelé la « dictature des colonels » qui rétablit la loi martiale, la censure et lance des arrestations de masse au nom de la lutte contre le communisme. Son régime remplit les prisons, transforme plusieurs îles en bagnes, pratique couramment la torture et promeut par ailleurs l'intrusion en politique de l'Église orthodoxe, dont la hiérarchie lui apporte son soutien.

#### Tentative d'assassinat
Geórgios Papadópoulos va être la cible d'un attentat perpétré par Aléxandros Panagoúlis. Le matin du 13 août 1968, il rentre de sa résidence d'été en direction de Lagonísi (en), escorté par des motos et des voitures de sécurité. Panagoúlis pose une bombe sur la route côtière, à un point qui obligerait la limousine de Papadópoulos à ralentir. Celui-ci ne subit cependant aucun dommage. Panagoúlis est arrêté quelques heures plus tard dans un bateau avec lequel il tentait de s'échapper, puis est transféré dans les locaux de la police militaire grecque où il est questionné, battu et torturé. Le 17 novembre suivant, il est condamné à mort et reste 5 ans en prison, jusqu'à la restauration de la démocratie.

#### Normalisation et tentative de démocratisation
Dès 1968, Papadópoulos envisage un processus de réforme et tente même d'entrer en contact avec Spíros Markezínis. Il déclare alors qu'il ne souhaite pas que la Révolution (le terme employé par la junte pour désigner la dictature) devienne un régime. Il essaye à plusieurs reprises de lancer des réformes en 1969 et 1970, contrecarrées par Dimítrios Ioannídis et d'autres opposants à cette transition. Il menace même de démissionner avant d'être dissuadé par les intransigeants.
Alors que le mécontentement interne se développe au milieu des années 1970, plus particulièrement après un coup d'État avorté de la Marine au début de 1973, Papadópoulos essaye de légitimer le régime en entamant une "démocratisation" progressive. Le 1er juin 1973, il abolit la monarchie grecque et devient chef de l'État après un plébiscite controversé.

#### La fin du régime
Après les événements de l'École polytechnique d'Athènes le 17 novembre, le gouvernement est renversé le 25 novembre 1973 par des éléments intransigeants de l'armée. La confiance extrême que Papadópoulos accorde à l'armée lors du soulèvement donne au général Ioannídis un prétexte pour l'évincer et le remplacer à la tête du régime. Papadópoulos est arrêté et la Grèce redevient alors une dictature militaire « orthodoxe ».
Après le retour de la démocratie en 1974, au cours du Metapolítefsi (« changement de régime »), Papadopoulos et ses associés sont jugés pour haute trahison, mutinerie, torture et d'autres crimes et méfaits. Le 23 août 1975, lui et quelques autres sont reconnus coupables et condamnés à mort, peine commuée en prison à perpétuité. Papadopoulos finit sa vie en prison, rejetant l'offre d'amnistie exigeant qu'il reconnaisse ses crimes et exprime des regrets.
Il meurt le 27 juin 1999 d'un cancer, à l'âge de 80 ans.